# Тит Антоний Меренда
Тит Антоний Меренда (лат. Titus Antonius Merenda; около 490 — после 449 годы до н. э.) — римский государственный деятель середины V века до н. э.
О происхождении Меренды ничего неизвестно. В 450—449 годах до н. э. он входил в состав коллегии децемвиров с консульской властью, предназначенных для составления новых письменных законов. Меренда не пользовался влиянием в обществе.
Под начальством Квинта Фабия Вибулана (другого децемвира) он был отправлен в Альгидские горы для войны с эквами, где потерпел поражение. Меренда был начальником легиона, в котором служил Вергиний, чью дочь решил сделать своей наложницей Аппий Клавдий Красс Региллен Сабин, начальник коллегии децемвиров. Ничего не зная о происходящих событиях в Риме, Меренда предоставил Вергинию отпуск в связи со смертью близкого родственника. Получив приказание Аппия взять Вергиния под стражу, он выслал за ним погоню.